# NGC 2694
NGC 2694 este o galaxie eliptică situată în constelația Ursa Mare. A fost descoperită în 9 martie 1850 de către William Parsons, 3rd Earl of Rosse⁠(d). Se află la o distanță de 71,9 de megaparseci de Pământ.